# Lev Artsimovich
Lev Andreievich Artsimovich (em russo:  Лев Андреевич Арцимович; 25 de fevereiro de 1909 — 1 de março de 1973) foi um físico e acadêmico soviético, membro da presidência da Academia Soviética de Ciências.

## Pesquisa acadêmica
Artsimovich trabalhou principalmente na área de fusão nuclear e física de plasmas.
De 1930 a 1944 trabalho no Instituto Ioffe, e em 1944 ele passou a integrar o Instituto de Energia Atômica (atualmente conhecido como Instituto Kurchatov) para trabalhar no projeto soviético da bomba atômica. De 1951 até sua morte em 1973, foi chefe do programa soviético de energia de fusão.
Artsimovich é também conhecido como "o pai do Tokamak", um conceito para reator de fusão termonuclear controlada. Sob sua liderança, uma reação termonuclear foi produzida em laboratório pela primeira vez.
De 1963 até 1973 ele foi o vice-presidente do Comitê Pugwash soviético e presidente do Comitê Nacional de Físicos Soviéticos.
Foi eleito Membro Honorário Estrangeiro da Academia de Artes e Ciências dos Estados Unidos em 1966. A cratera Artsimovich na Lua foi designada em sua homenagem.
Sepultado no Cemitério Novodevichy.